# Stazione di Hohenzollerndamm
La stazione di Hohenzollerndamm è una stazione ferroviaria di Berlino, sita nel quartiere di Halensee. È posta sotto tutela monumentale (Denkmalschutz).

## Movimento
La stazione è servita dalle linee S 41, S 42 e S 46 della S-Bahn.

## Interscambi
- Fermata autobus